# Instituto Federal de Geociencias y Recursos Naturales
El Instituto Federal de Geociencias y Recursos Naturales (Bundesanstalt für Geoswissenschaften und Rohstoffe o BGR) es una agencia alemana dentro del Ministerio Federal de Economía y Tecnología. Actúa como una institución central de consultoría en geociencia para el gobierno federal alemán. La sede de la agencia se encuentra en Hannover y hay una sucursal en Berlín. A principios de 2013, el BGR empleó a un total de 795 empleados. El BGR, la Autoridad Estatal de Minería, Energía y Geología y el Instituto Leibniz de Geofísica Aplicada forman el Geozentrum Hanover. Las tres instituciones tienen una gestión e infraestructura comunes, y se complementan entre sí a través de su experiencia interdisciplinaria.

## Misión
Asesorar al Gobierno Federal y a la economía alemana sobre materias primas y cuestiones geocientíficas.
BGR asesora al gobierno federal y a la economía alemana sobre todas las materias primas y cuestiones geocientíficas. Este consejo sirve en particular para asegurar el suministro a largo plazo de energía y materias primas a Alemania como ubicación industrial, así como la geoseguridad y la gestión sostenible de los recursos geográficos. A través de la participación de BGR en el desarrollo de mapas nacionales e internacionales, así como en la estandarización para el suministro de datos geotécnicos, se crean los requisitos previos para opciones de consulta rápidas, uniformes y transfronterizas.